# Сайло, Алпо
А́лпо Са́йло (фин. Alpo Sailo, по рождению Албин Леопольд Энлунд, швед. Albin Leopold Enlund; 14 ноября 1877, Хямеэнлинна, Великое княжество Финляндское — 6 октября 1955, Хельсинки, Финляндия) — финский скульптор и художник.
Среди учеников Сайло — известный скульптор-анималист Юсси Мянтюнен.

## Наиболее известные работы
- 1921 — памятник финскому и русскому языковеду Матиасу Александру Кастрену (1813—1852). Хельсинки.[2]
- 1935 — Памятник рунопевцу (рунопевец Петри Шемейкка, установлена в честь столетия первого издания знаменитого эпоса «Калевала»). Сортавала, площадь Вяйнемейнена
- 1949 — памятник ижорской сказительнице Ларин Параске (Параскеве Никитиной, 1833—1904). Хельсинки[3]
- памятник рунопевцу Мийхкали (Михайлу) Перттунену. В сентябре 1991 года установлен фондом им. Архиппы Перттунена в деревне Вокнаволок